# Giorgio Bidone
Giorgio Bidone est un mathématicien italien, né à Casalnoceto, le 19 janvier 1781 et mort à Turin le 25 août 1839. 

## Biographie
Giorgio Bidone fut nombre de l'Académie nationale des sciences et publia, outre plusieurs mémoires sur des questions de mathématiques pures, des dissertations sur Ia boussole, sur le soleil, sur le remous et la propagation des ondes et sur divers sujets se rattachant à la physique. C'est Bidone qui a donné la mesure et la description du phénomène du ressaut hydraulique.

## Œuvres
- Description d'une nouvelle boussole propre a observer les mouvemens de rotation et de translation de l'aiguille aimantée, 1811 (lire en ligne)
- Mémoire sur la cause des ricochets que font les pierres et les boulets de canon, lancés obliquement sur la surface de l'eau, Turin, 1811 (lire en ligne)
- Mémoire sur diverses intégrales définies, Turin, 1812 (lire en ligne)
- Mémoire sur les transcendantes elliptiques, vol. 1, Turin, 1817 (lire en ligne)
  - Mémoire sur les transcendantes elliptiques, vol. 2 (lire en ligne)
- Expériences sur le remou et sur la propagation des ondes, Turin, 1820 (lire en ligne)
- Riflessioni sul moto permanente dell'acqua ne' canali orizzontali, Modena, 1824 (lire en ligne)
- Expériences sur la dépense des reversoirs et sur l'accélération et la courbure qu'ils occasionnent à la surface du courant, Turin, 1824 (lire en ligne)
- Osservazioni sopra le macchine in moto, Torino, 1825 (lire en ligne)
- Expériences sur la propagation du remous, Turin, 1825 (lire en ligne)
- Expériences sur divers cas de la contraction de la veine fluide, et remarque sur la manière d'avoir égard à la contraction dans le calcul de la dépense des orifices, Turin, c. 1825 (lire en ligne)
- Esperienze sulle contrazioni parziali delle vene d'acqua, Modena, 1830 (lire en ligne)